# 해리스버그 세너터스 (1893년~1952년)
해리스버그 세너터스(Harrisburg Senators)는 1893년부터 1952년까지 존재했던 여러 마이너 리그 베이스볼 구단의 이름이다. 이 명칭은 1987년 창단되어 오늘날까지 이어지고 있는 더블 A 팀 또한 사용하고 있다.